# Уикиизточник
Уикиизточник – Свободната библиотека (на английски: Wikisource – The Free Library) е проект на Уикимедия, който цели да изгради свободна уикибиблиотека от оригинални текстове-извори. Проектът стартира през 2003 година.
Съдържа сбирка от материали без защитени авторски права или публикувани при условията на Лиценза за свободна документация на ГНУ. Този сайт е част от фондация Уикимедия и сроден проект на Уикипедия 